# Василенко Степан Орестович
Степа́н Оре́стович Василе́нко — старший лейтенант Міністерства внутрішніх справ України, учасник російсько-української війни.

## Життєпис
2014 року заочно закінчив юридичний факультет Національного університету ім. Івана Франка (бакалавр).
2016 року закінчив Львівський університет внутрішніх справ (ЛьвДУВС) (спеціаліст).
Вступив на службу до батальйону патрульної служби міліції особливого призначення «Львів». У червні у званні молодшого сержанта міліції зарахований до складу батальйону. 22 липня у складі батальйону відряджений для несення служби до Луганської області.
16 серпня 2014-го в ході бою з російськими терористами у селі Кримське Василенка та молодшого сержанта Івана Яцейка поранили, у бою загинув молодший сержант Володимир Попович.
Після лікування повернувся до свого батальйону. 10 січня 2015 року відбув на ротацію у Дебальцеве для оборони Дебальцівського плацдарму.

## Нагороди
- Орден «За мужність» III ступеня (21.08.2014)[1]
- Відзнака Президента України «За участь в антитерористичній операції» (17.02. 2016 р.)